# Latvian Evangelical Lutheran Church in America
Die Latvian Evangelical Lutheran Church in America ist eine lutherische Kirche mit Sitz in den Vereinigten Staaten, zu der auch Gemeinden in Kanada und Südamerika gehören. Sie ist geprägt von lutherischen Einwanderern aus Lettland und deren Nachkommen. 1957 als ein Verbund von Gemeinden entstanden, konstituierte sie sich 1975 als eigene Kirche und bildete eine Untergliederung der Evangelisch-Lutherischen Kirche Lettlands im Exil (seit 1991: Lettische Evangelisch-Lutherische Kirche außerhalb Lettlands, seit 2020: Lettische Evangelisch-Lutherische Kirche weltweit). 2007 hatte sie 10.950 Gemeindeglieder in 60 Gemeinden.
Der Sitz der Kirche befindet sich in Milwaukee, Wisconsin. Kirchenpräsident war von 2005 bis 2015 Lauma Zušēvica. Ihr folgte Gunārs Lazdiņš. Derzeit ist Anita Vārsberga Pāža, zugleich Pastorin in Washington, D. C., die Leiterin der Kirche.